# Полчище
Полчище или Полчища (на македонска литературна норма: Полчиште) е село в южната част на Северна Македония, община Прилеп.

## География
Селото е разположено в планината Козяк, в областта Мариово, южно от общинския център Прилеп, на надморска височина от 910 метра. Има огромно землище от 83 km2 – пасища 3646 ха, гори 3069 ха и обработваеми земи 1336 ха. На връх Панделе край Полчище е разположен манастирът „Свети Пантелеймон“.

## История

### В Османската империя
| Османски статистики        | Ханета | Неженени | Вдовици | Годишен приход |
| -------------------------- | ------ | -------- | ------- | -------------- |
| Дефтер № 4 от 1476/77 г.   | 17     | 1        | 6       | 1284           |
| Дефтер № 16 от 1481/82 г.  | 25     |          |         | 566            |
| Дефтер № 73 от 1519 г.     | 58     | 4        | 4       | 2600           |
| Дефтер № 149 от 1528/29 г. | 35     | 11       |         | 3036           |
| Дефтер № 232 от 1544/45 г. | 7      | 1        |         | 702            |

В обобщен списък на джизието на немюсюлманите от селата от вакъфите на починалия султан Сюлейман в казата Пирлепе от 9 ноември 1615 година селото е отбелязано като Палчище с 62 ханета (домакинства). В списък (иджмал дефтер) на селищата от вакъфа на султан Сюлейман в Морихова от 14 февруари 1628 година в Палчище са отбелязани 55 ханета.
В XIX век Полчище е село в Прилепска кааза, Мориховска нахия на Османската империя. В „Етнография на вилаетите Адрианопол, Монастир и Салоника“, издадена в Константинопол в 1878 година и отразяваща статистиката на населението от 1873 година, Полчища (Poltchischta) е посочено като село с 80 домакинства и 317 жители българи и 5 цигани. Църквата „Възнесение Господне“ („Свети Спас“) е от втората половина на XIX век.
Според статистиката на Васил Кънчов („Македония. Етнография и статистика“) от 1900 година Полчища има 696 жители, от които 680 българи християни и 16 цигани.
На Етнографската карта на Битолския вилает на Картографския институт в София от 1901 година Плачища е чисто българско село в Прилепската каза на Битолския санджак с 96 къщи.
В началото на XX век българското население на селото е под върховенството на Българската екзархия. По данни на секретаря на екзархията Димитър Мишев („La Macédoine et sa Population Chrétienne“) през 1905 година в Плочица има 800 българи екзархисти и работи българско училище. За това училище учебната 1907 – 1908 година завършва предсрочно, на 4 май, без изпит поради заплахи на гръцки андарти да нападнат селото. Към 1906-1907 година енорийски свещеник в Пълчища е Петко Степанов.
При избухването на Балканската война в 1912 година 2 души от селото са доброволци в Македоно-одринското опълчение.
Според Георги Трайчев Полчища има 90 къщи с 696 жители българи.

### В Сърбия, Югославия и Северна Македония
Преброявания в Югославия и Северна Македония
| Националност     | 1948 | 1953 | 1961 | 1971 | 1981 | 1991 | 1994 | 2002 |
| ---------------- | ---- | ---- | ---- | ---- | ---- | ---- | ---- | ---- |
| Общо             | 835  | 914  | 824  | 479  | 193  | 64   | 45   | 31   |
| северномакедонци |      | 914  | 823  | 478  | 192  | 64   | 45   | 31   |
| албанци          |      | 0    | 0    | 0    | 0    | 0    | 0    | 0    |
| турци            |      | 0    | 0    | 0    | 0    | 0    | 0    | 0    |
| роми             |      | 0    | 0    | 0    | 0    | 0    | 0    | 0    |
| власи            |      | 0    | 0    | 0    | 0    | 0    | 0    | 0    |
| сърби            |      | 0    | 0    | 1    | 0    | 0    | 0    | 0    |
| бошняци          |      | 0    | 0    | 0    | 0    | 0    | 0    | 0    |
| други            |      | 0    | 1    | 1    | 0    | 0    | 0    | 0    |

## Личности
Родени в Полчище
- Илия, деец на гръцката въоръжена пропаганда в Македония[14]
- Ристе Стаале, българин, православен,[15] арестуван преди април 1904 година, обвинен в „извършване на въоръжено нападение против държавния конак в нахията Витолище и против казармата, упортеба на оръжие срещу султанската войска, при която е ранен жандармеристът Абас“, осъден от Извънредния съд на 3 години каторга, лежал в Битолския затвор, амнистиран с общата амнистия от 12 април 1904 година[16]
- Спиро Гьорев (? – 1908), ръководител на местния комитет на ВМОРО, убит в родното си село от турци[17]